# Chaudon
Chauzon és un municipi francès situat al departament de l'Ardecha i a la regió d'Alvèrnia-Roine-Alps. L'any 2007 tenia 317 habitants.

## Demografia

### Població
El 2007 la població de fet de Chauzon era de 317 persones. Hi havia 160 famílies de les quals 56 eren unipersonals (30 homes vivint sols i 26 dones vivint soles), 71 parelles sense fills, 26 parelles amb fills i 7 famílies monoparentals amb fills.
La població ha evolucionat segons el següent gràfic:
Habitants censats

### Habitatges
El 2007 hi havia 362 habitatges, 162 eren l'habitatge principal de la família, 186 eren segones residències i 15 estaven desocupats. 315 eren cases i 45 eren apartaments. Dels 162 habitatges principals, 117 estaven ocupats pels seus propietaris, 32 estaven llogats i ocupats pels llogaters i 13 estaven cedits a títol gratuït; 1 tenia una cambra, 9 en tenien dues, 37 en tenien tres, 46 en tenien quatre i 69 en tenien cinc o més. 129 habitatges disposaven pel capbaix d'una plaça de pàrquing. A 84 habitatges hi havia un automòbil i a 66 n'hi havia dos o més.

### Piràmide de població
La piràmide de població per edats i sexe el 2009 era:
| Homes | Edats   | Dones |
| ----- | ------- | ----- |
| 0     | 95 o +  | 0     |
| 0     | 90 a 94 | 0     |
| 8     | 85 a 89 | 4     |
| 0     | 80 a 84 | 4     |
| 8     | 75 a 79 | 12    |
| 12    | 70 a 74 | 12    |
| 16    | 65 a 69 | 16    |
| 8     | 60 a 64 | 12    |
| 12    | 55 a 59 | 8     |
| 4     | 50 a 54 | 0     |
| 16    | 45 a 49 | 12    |
| 4     | 40 a 44 | 12    |
| 0     | 35 a 39 | 0     |
| 8     | 30 a 34 | 4     |
| 4     | 25 a 29 | 4     |
| 8     | 20 a 24 | 8     |
| 8     | 15 a 19 | 12    |
| 0     | 10 a 14 | 8     |
| 0     | 5 a 9   | 0     |
| 0     | 0 a 4   | 4     |

## Economia
El 2007 la població en edat de treballar era de 185 persones, 112 eren actives i 73 eren inactives. De les 112 persones actives 80 estaven ocupades (39 homes i 41 dones) i 32 estaven aturades (12 homes i 20 dones). De les 73 persones inactives 39 estaven jubilades, 5 estaven estudiant i 29 estaven classificades com a «altres inactius».

### Ingressos
El 2009 a Chauzon hi havia 158 unitats fiscals que integraven 323 persones, la mediana anual d'ingressos fiscals per persona era de 16.970 €.

### Activitats econòmiques
Dels 16 establiments que hi havia el 2007, 2 eren d'empreses de construcció, 2 d'empreses de comerç i reparació d'automòbils, 6 d'empreses d'hostatgeria i restauració, 1 d'una empresa d'informació i comunicació, 1 d'una empresa immobiliària, 2 d'empreses de serveis i 2 d'empreses classificades com a «altres activitats de serveis».
Dels 4 establiments de servei als particulars que hi havia el 2009, 1 era un paleta, 1 guixaire pintor i 2 restaurants.
L'únic establiment comercial que hi havia el 2009 era una adrogueria.
L'any 2000 a Chauzon hi havia 8 explotacions agrícoles que ocupaven un total de 55 hectàrees.

## Poblacions properes
El següent diagrama mostra les poblacions més properes.